# Závadka (Humenné)
Závadka (ungarisch Homonnazávod – bis 1902 Zavadka) ist eine Gemeinde in der Ostslowakei. Sie liegt etwa fünf Kilometer westlich der Stadt Humenné am Durchbruch des Flusses Ondavka Richtung Westen.
Der Ort entstand als Lokatorsiedlung durch walachische Siedler am Beginn des 15. Jahrhunderts, die ältesten Erwähnungen datieren auf die Jahre 1543 und 1548. Die Grundherrschaft über den Ort hatte die Homenauer Herrschaft unter dem Geschlecht der Drugeths.
Bis 1918 war die Gemeinde im Komitat Semplin ein Teil des Königreichs Ungarn, danach kam sie zur neu entstandenen Tschechoslowakei und ist seit 1993 ein Teil der Slowakei.
Sehenswert ist die katholische Kirche im klassizistischen Stil von 1770, für die neue Kirche wurde erst 1960 der Grundstein gelegt.

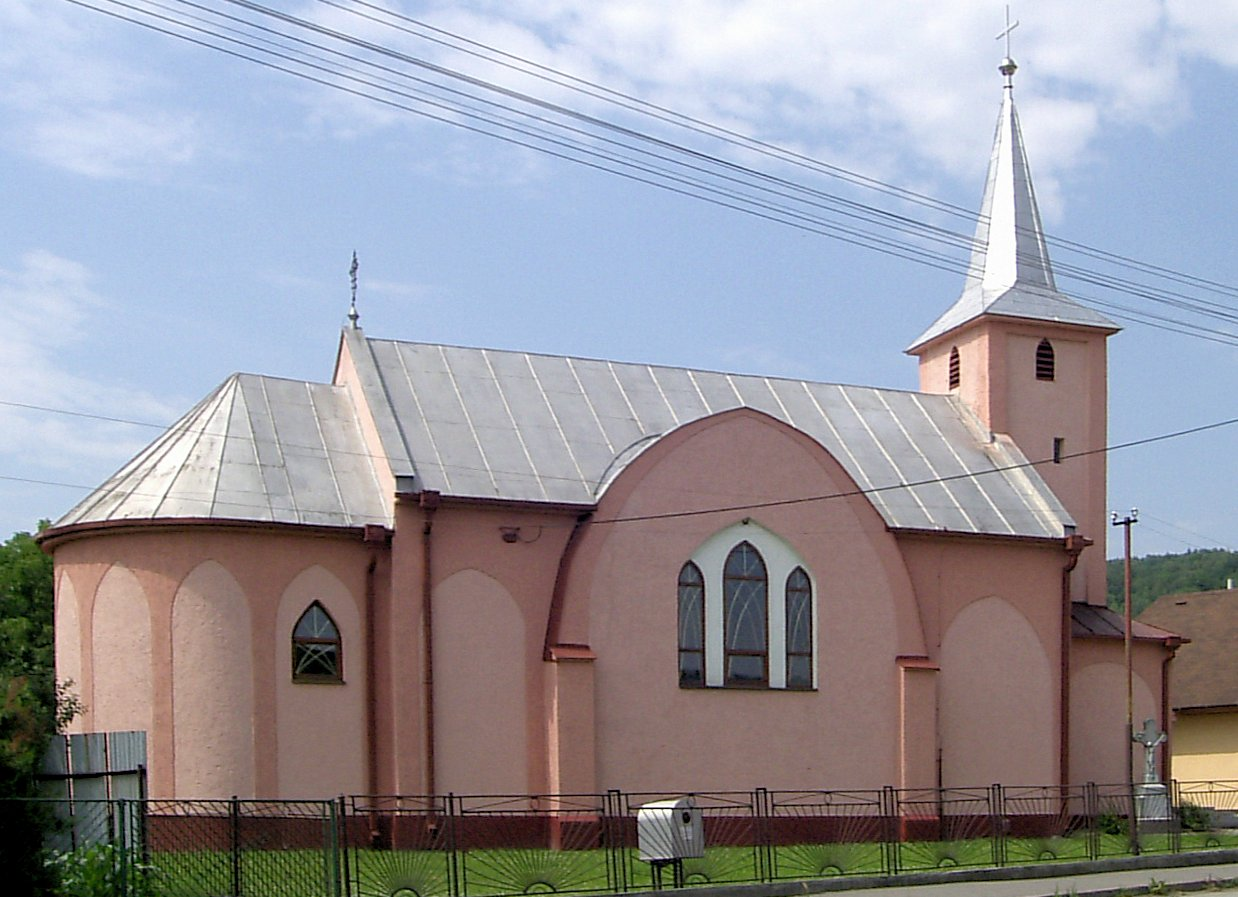
Römisch-katholische Kirche, erbaut 1770 in klassizistischem Stil

## Bevölkerung
| Jahr                | 1994 | 2004     | 2014    | 2024    |
| ------------------- | ---- | -------- | ------- | ------- |
| Anzahl der Personen | 470  | 526      | 534     | 560     |
| Unterschied         |      | +11,91 % | +1,52 % | +4,86 % |

| Jahr                | 2023 | 2024    |
| ------------------- | ---- | ------- |
| Anzahl der Personen | 553  | 560     |
| Unterschied         |      | +1,26 % |